# جون فنسنت (ملحن)
جون فنسنت (بالإنجليزية: John Vincent)‏ هو موزع وملحن أمريكي، ولد في 17 مايو 1902 في برمنغهام في الولايات المتحدة، وتوفي في 21 يناير 1977 في سانتا مونيكا في الولايات المتحدة.

## وصلات خارجية
- جون فنسنت على موقع ميوزك برينز (الإنجليزية)
- جون فنسنت على موقع ديسكوغز (الإنجليزية)